# Carl Rasmussen (maler)
 Der er flere personer med dette navn, se Carl Rasmussen.
Jens Erik Carl Rasmussen (født 31. august 1841 i Ærøskøbing, død 1. oktober 1893 (faldet over bord fra den grønlandske handels brig Peru og druknet i Atlanterhavet mellem Orkneyøerne og Shetlandsøerne) var en dansk kunstmaler, der særlig var kendt for sine Grønlands- og marinemalerier.

## Biografi og uddannelse
Han var søn af skræddermester, senere kæmner Johan Aranth Rasmussen og Caroline Sophie Kaasden og den ældste af 11 børn. Som 15-årig kom han i hosekræmmerlære i København og blev udlært i 1861. I København havde han mulighed for at se mange kunstværker og i vinteren 1859-60 fik han vejledning i tegning om søndagen hos arkitekterne Hans J. Holm og C.V. Nielsen. Den følgende vinter malede han hos dyremaleren Didrik Frisch, ligeledes på søndage. Samtidig måtte han tjene til dagen og vejen, og 1861 besøgte han Skotland som skibsdreng sammen med en slægtning på et handelsskib, hvor han samtidig malede en del søbilleder. Derefter fik han det nødvendige kursus i geometrisk tegning og projektion hos Hans J. Holm og i perspektiv på Det tekniske Institut. Han blev optaget på friplads på Kunstakademiet i København, hvor han studerede i årene januar 1862 – april 1866. Derefter var han to vintre elev hos landskabsmaleren C.F. Aagaard, som fandt ham talentfuld. 1863 debuterede han på Charlottenborg Forårsudstilling i København med billedet Søstykke, motiv fra Skagen.

## Karriere
Hans første store rejse gik i 1870-71 til Grønland og han hjembragte mange forarbejder til billeder, der de følgende år skaffede ham stor anseelse. Han udstillede der efter hvert år på Charlottenborg til 1894, kun med pause 1872-74, hvor han modtog Kunstakademiets stipendium til en Europarejse. I 1872 udstillede han et større arbejde, Midnatsstemning ved den grønlandske kyst, der blev købt til malerisamlingen på Christiansborg (nu Statens Museum for Kunst).
Efter sit gennembrud flyttede han 1880 tilbage til Ærø, hvor han fik hjem og atelier i Teglgade, Marstal. Han var i mellemtiden blevet gift med sin kusine, Anna Egidia. Parret fik otte børn.
Carl Rasmussen tegnede for det meste skitser rundt om i det Sydfynske Øhav. Dem tog han med hjem og lavede malerier ud fra. Ofte blev malerierne udført i flere versioner. Jens Erik Carl Rasmussens marinemalerier fra Øhavet er skabt sideløbende med, at han lavede sine skildringer fra Grønland. Han malede også vægprydelser til de ærøske stuer og den store altertavle i Marstal Kirke Jesus stiller stormen på søen, som han malede i 1880-81 med navngivne borgere fra byen som modeller.
Carl Rasmussen druknede 1893 i Atlanterhavet på vej hjem fra Grønland, da han faldt over bord fra briggen Peru, sandsynligvis mens han malede. Rorsmanden var den sidste, der havde set ham stående agter med sit staffeli. Hans malerier er blandt andet udstillet på Marstal Søfartsmuseum, Svendborg Museum, Christiansborg Slot, Nivågård, Statens Museum for Kunst, Den Kongelige Kobberstiksamling, Ribe Kunstmuseum og i M/S Museet for Søfart i Helsingør.
Carl Rasmussens liv bliver skildret i Carsten Jensens roman 'Sidste rejse' fra 2007. På Marstal Søfartsmuseum er udstillet mere end 50 malerier samt adskillige skitser af Carl Rasmussen, flest søstykker, men også mange grønlandsstykker og enkelte ærøske partier.

## Gengivelser
Der findes et tegnet selvportræt fra 1865 og et malet fra 1886. Xylografi af Carl Poulsen fra 1884. Fotografier af bl.a. Peter Most, det ene fra 1869.

## Galleri

### Udstillinger
- 1863–1872, 1874–1885, 1887–1888, 1890–1893: Charlottenborg
- 1873: Verdensudstillingen i Wien
- 1875: The Maritime Picture Gallery, London
- 1878: Paris
- 1882: Kunstnerforen. af 18. Nov., 1882
- 1883: Nord. Kunstudst., Kbh. 1883, København
- 1893: Chicago
- 1901: Rådhusudstillingen 1901, København
- 1907: Works by Danish painters, Guildhall, London
- 1921: Grønlandsudstillingen 1721-1921, København
- 1922: Dansk Lægeportrætter, København

### Værker (udvalg)
Værker
- 1863: Søstykke, nordvest for Skagen
- 1869: Stranden ved Faxe, bygevejr
- 1869: Ribe set vestfra
- 1870: Marstaljagt havarerer i hårdt vejr
- 1871: En omkommet grønlænder bæres hjem
- 1871: Udsigt fra Reden mod Kbh., dampslæbebåd med sejlskib
- 1872: Midnatsstemning ved den grønlandske kyst
- 1872: De indfødte danser fangedansen
- 1875: Ved vintertid i Grønland
- 1875: Erik den Røde opdager Grønland
- 1877: Hans Egede bedende
- 1877: Jesus sover på Genezareth sø
- 1877: Kgl. Grønl. Handels brig Peru
- 1878: Skibe som morgenen efter storm klarer landet for sig
- 1881: To skibe med rebede sejl i hårdt vejr
- 1881: En grønlandsk kateket
- 1883: Forårsdag på Godthåbsfjorden
- 1883: Parti fra Svendborgsund
- 1885: Skonnertbrig Dorthea i rum sø
- 1887: Hollandske fiskefartøjer går ud gennem brændingen

Altermalerier
- 1881: Kristus stiller stormen, Marstal Kirke
- 1881: Jesu forklarelse på bjerget (Jesus Verklärung des Herrn), Strynø Kirke
- 1890: Jesus vandrer på søen (Jesus geht über den See), Anholt Kirke